# プロリンtRNAリガーゼ
プロリンtRNAリガーゼ(Proline—tRNA ligase、EC 6.1.1.15)は、以下の化学反応を触媒する酵素である。
ATP + L-プロリン + RNA{\displaystyle \rightleftharpoons }AMP + 二リン酸 + L-プロリルtRNAPro
従って、この酵素は、ATPとL-プロリンとRNAの3つの基質、AMPと二リン酸とL-プロリルtRNAProの3つの生成物を持つ。
この酵素はリガーゼに分類され、特にアミノアシルtRNAと関連化合物に炭素-酸素結合を形成する。系統名はL-プロリン:tRNAProリガーゼ(AMP生成)(L-Proline:tRNAPro ligase (AMP-forming))である。プロリルtRNAシンターゼ、プロリントランスラーゼ等とも呼ばれる。この酵素は、アルギニン、プロリンの代謝及びアミノアシルtRNAの生合成に関与している。

## 構造
2007年末時点で、15個の構造が解かれている。蛋白質構造データバンクのコードは、1H4Q、1H4S、1H4T、1HC7、1NJ1、1NJ2、1NJ5、1NJ6、1NJ8、2I4L、2I4M、2I4N、2I4O、2J3L、2J3Mである。